# Barbro Backberger
Barbro Elisabeth Backberger, ursprungligen Carlsson, född 3 juni 1932 i Kungälv, död i mars 1999 i Stockholm, var en svensk, journalist, författare och feminist. Backberger var en av de åtta grundarna av Grupp 8 och av Författarcentrum.

## Biografi
Backberger kom från en tjänstemannafamilj med sex barn i Kungälv. Hon hade arbetat som jordbruks- och fabriksarbetare, expedit och mentalskötare innan hon på 1960-talet blev journalist och författare. Samtidens politiska händelser och inspirerande texter av författarna Eva Moberg och Kristina Ahlmark fick henne att börja skriva.
Backberger var en stridbar feministisk debattör som inte skrädde orden. På julafton 1965 publicerade hon artikeln "Den heliga familjen" i Dagens Nyheter. Där skriver hon: 
"Familjen är en föråldrad institution, en kvarleva från 1800-talets borgerliga samhälle. Ändå betraktas den som sakrosankt, som ett socialt och moraliskt axiom istället för vad den är - en typ av gruppbildning i ett visst socialt system".

Året därpå skriver hon i sin bok Det förkrympta kvinnoidealet: 
"Nittionio procent av kvinnorna i vår kultur är neurotiker, eller kanske nittioåtta, för att vara säker på att inte överdriva." En neurotiker är enligt Backberger en person  "som genom inverkan från en hämmande och frustrerande omgivning fått sin förmåga förstörd att till fullo utnyttja sin fysiska och psykiska kapacitet".

Backbergers texter väckte starka reaktioner.
Backberger var under 1960-talet medlem i Grupp 222, en påtryckningsgrupp i jämställdhetsfrågor, och deltog 1967–1968 i Karin Westman-Bergs Könsrollsseminarium i Uppsala. Tillsammans med sju andra seminariedeltagare grundade hon 1968 det feministiska nätverket Grupp 8. Hon var medlem i Samarbetskommittén för ökad kvinnorepresentation.
Under 1970-talet var hon ledamot i Vänsterpartiets partistyrelse och suppleant i riksdagsgruppen.
Det feministiska perspektivet är även närvarande i hennes skönlitterära texter. Hennes roman Inga träd växer in i himlen om en flickas uppväxt fick tidningen Vi:s litteraturpris 1977.

## Priser och utmärkelser
- 1977 – Tidningen Vi:s litteraturpris